# Мануель Альтаграсія Касерес
Мануель Альтаграсія Касерес-і-Фернандес (1838–1878) — домініканський військовик і політик, президент країни у січні-лютому 1868 року.